# Międzynarodowy Dzień Pamięci Osób Zaginionych
Międzynarodowy Dzień Pamięci Osób Zaginionych, ang. International Day of the Disappeared - święto obchodzone corocznie 30 sierpnia z inicjatywy organizacji pozarządowej FEDEFAM, założonej w 1981 w Kostaryce, w celu zwrócenia uwagi społeczeństwa na los osób potajemnie uwięzionych i zaginionych w wielu krajach Ameryki Łacińskiej i na ich złe traktowanie.
Rezolucją 47/133 18 grudnia 1992 Zgromadzenie Ogólne ONZ przyjęło Międzynarodową konwencję o ochronie wszystkich osób przed wymuszonym zaginięciem w celu zwalczania przestępstwa wymuszonych zaginięć, wspierania i umacniania nieustających wysiłków na rzecz zapobiegania torturom oraz złemu traktowaniu osób we wszystkich częściach świata. 
Z kolei 21 grudnia 2010 Zgromadzenie ustanowiło Międzynarodowy Dzień Ofiar Wymuszonych Zaginięć (rezolucja A/RES/65/209) obchodzony przez system ONZ również 30 sierpnia.